# جاده ۲۶ (ایران)
جاده ۲۶ جاده‌ای است که شمال غرب ایران را از میاندوآب به مهاباد و پیرانشهر و مرز کردستان عراق وصل می‌کند. قسمتی از این جاده مابین میاندوآب و میانه اتوبان ستارخان نام دارد.